# Ernie Bushmiller

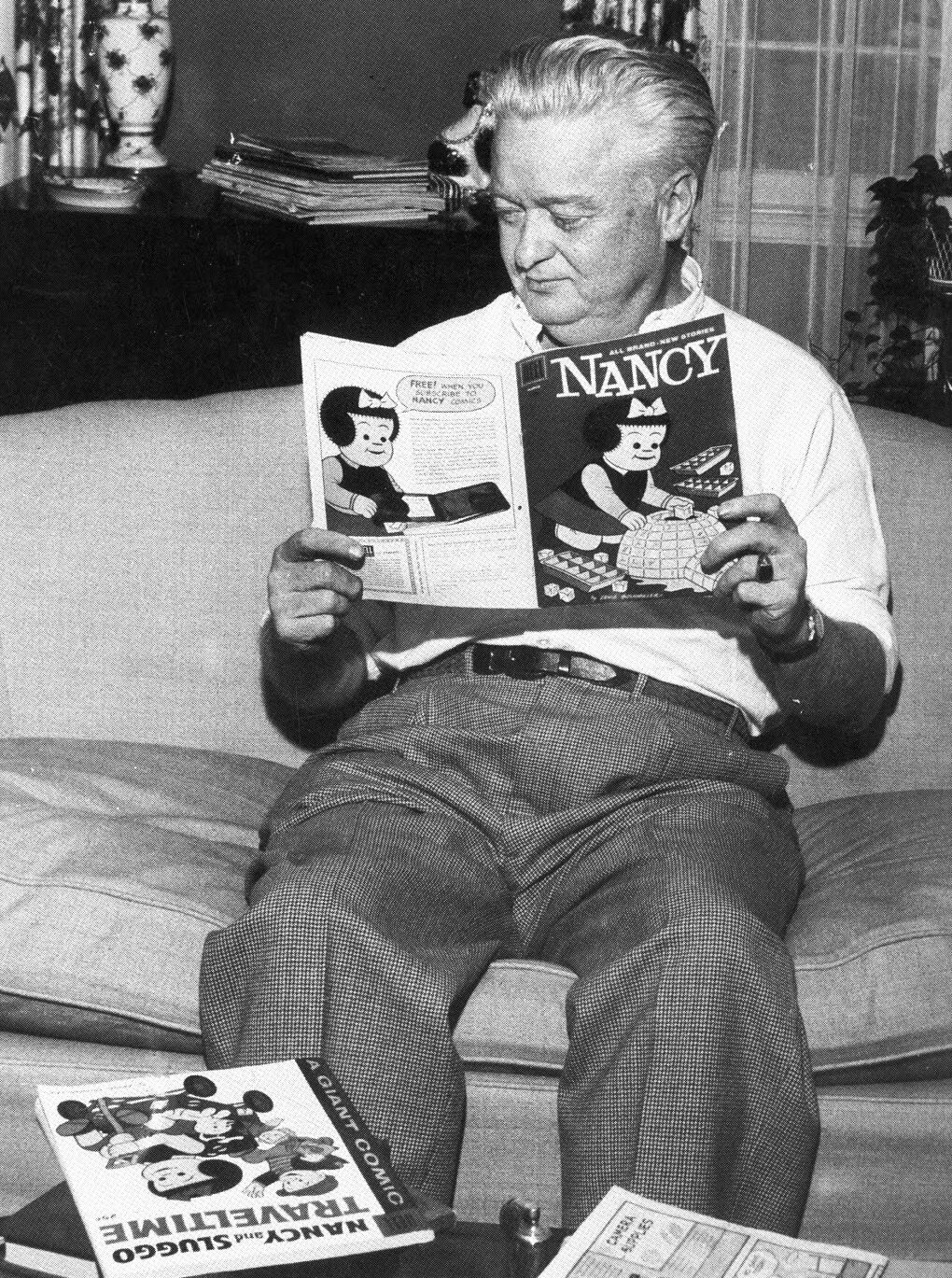
Ernie Bushmiller und eines seiner Comic-Strips “Nancy”

Ernest Paul Bushmiller (* 23. August 1905 in New York City; † 15. August 1982 in Stamford (Connecticut)) war ein US-amerikanischer Comiczeichner. Er wurde bekannt für seinen Comic-Strip Nancy.

## Leben
Mit 14 Jahren arbeitete Bushmiller als Laufbursche bei der Zeitung New York World. Nachts nahm er Kunstunterricht bei der National Academy of Design. Um 1925 wurde Bushmiller beauftragt, den Comic-Strip Fritzi Ritz zu übernehmen, den zuvor Larry Whittington gezeichnet hatte und nun abgeben wollte. Bushmiller willigte ein und führte die Serie jahrelang weiter. 1933 erschien Fritzis Nichte Nancy auf der Bildfläche. Die Figur fand Anklang und war nun öfter zu sehen, schließlich wurde die ganze Serie 1938 in Nancy umgetauft. Der Comic-Strip um das schlaue und verträumte 8-jährige Mädchen wurde ein großer Erfolg, er wurde in mehrere Sprachen übersetzt und bekam eine eigene Heftserie. Selbst nachdem 1979 die Parkinson-Krankheit bei Bushmiller diagnostiziert wurde, zeichnete er mit Hilfe eines Assistenten weiter. Er starb 1982.

## Preise & Auszeichnungen
- 1976: Reuben Award für Nancy